# Expedition 31
Expedition 31 è stata la 31ª missione di lunga durata verso la International Space Station (ISS). Essa è iniziata il 27 aprile 2012 con la partenza dalla ISS della navicella Soyuz TMA-22, che ha riportato l'equipaggio di Expedition 30 sulla Terra. Expedition 31 è terminata il 1º luglio 2012, quando gli astronuati Oleg Kononenko, André Kuipers e Don Pettit hanno lasciato la ISS a bordo della Soyuz TMA-03M, facendo iniziare la missione Expedition 32.

## Equipaggio
| Ruolo               | Aprile – Maggio 2012                   | Maggio – Luglio 2012                    |
| ------------------- | -------------------------------------- | --------------------------------------- |
| Comandante          | Oleg Kononenko, Roscosmos Secondo volo | Oleg Kononenko, Roscosmos Secondo volo  |
| Ingegnere di volo 1 | André Kuipers, ESA Secondo volo        | André Kuipers, ESA Secondo volo         |
| Ingegnere di volo 2 | Donald Pettit, NASA Terzo volo         | Donald Pettit, NASA Terzo volo          |
| Ingegnere di volo 3 |                                        | Gennadij Padalka, Roscosmos Quarto volo |
| Ingegnere di volo 4 |                                        | Sergej Revin, Roscosmos Primo volo      |
| Ingegnere di volo 5 |                                        | Joseph Acaba, NASA Secondo volo         |

## Eventi della missione in evidenzia

### Rientro della Sojuz TMA-22
Expedition 31 è iniziata formalmente il 27 aprile 2012, con la partenza dalla Stazione Spaziale Internazionale della Soyuz TMA-22 che ha riportato sulla terra gli astronauti Dan Burbank, Anton Shkaplerov e Anatoli Ivanishin della Expedition 30 sulla Terra. La ISS è stata lasciata sotto il comando degli astronauti Kononenko, Kuipers e Pettit, che era arrivati a bordo della Soyuz TMA-03M il 23 dicembre 2011.

### L'arrivo della Sojuz TMA-04M
L'arrivo degli ultimi tre membri della Expedition 31, Acaba, Padalka e Revin, è programmato per arrivare alla ISS a bordo della Soyuz TMA-04M, che sarà lanciata il 15 maggio 2012, e si aggancerà alla stazione il 17 maggio.